# 2-й ремонтний завод засобів зв'язку
2-й ремонтний завод засобів зв'язку — державне підприємство оборонно-промислового комплексу України.
Є єдиним підприємством України, здатним виконувати ремонт армійських радіостанцій Р-161А2М й апаратури засекреченого телеграфного зв'язку Т-230-1А.

## Історія
Після відновлення незалежності України завод було передано в підпорядкування міністерства оборони України.
1999 року завод було зараховано до переліку підприємств оборонно-промислового комплексу України, звільнених від сплати податку на землю (площа території заводу складала 2,3 га).
Станом на початок 2008 року, завод здійснював:
- виробництво спорядження й стендового обладнання для ремонту техніки зв'язку[1]
- капітальний ремонт
  - командно-штабних машин Р-142Н, Р-145БМ;
  - радіостанцій середньої потужності Р-010, Р-105, Р-140М, Р-140-05, Р-155А, Р-159М, Р-161А2, Р-161А2М, Р-326;
  - станцій супутникового зв'язку Р-440-0;
  - радіорелейних станцій Р-419А;
  - апаратури ущільнення П-330-6, П-327, П-327-2, П-193М;
  - телеграфних апаратів Т-230-03, Т-217М, Т-219М, Т-206-3М1, СА-008, П-161М, П-161МОК, П-161КМО;
  - телефонних апаратів ТА-57;
  - станцій тропосферного зв'язку Р-412А[1]
- ремонт
  - радіостанцій діапазону ультракоротких хвиль Р-123М, Р-173, Р-158, Р-159, Р-111, Р-107М;
  - радіостанцій діапазону коротких хвиль Р-130М, Р-143;
  - радіоприймачів Р-160П, Р-173П;
  - радіорелейних станцій Р-409МА, Р-415Н, Р-415В, Р-414-3[1]
- надання послуг військово-технічного призначення: командирування бригад спеціалістів, експертів й радників[1]

У січні 2009 року керівництво заводу ухвалило рішення про скорочення штатів й звільнення 74 працівників підприємства.
Після створення в грудні 2010 року державного концерну «Укроборонпром», завод було включено до його складу.
На початок 2011 року виробничі потужності заводу були задіяні не в повному обсязі. Навесні 2011 року адміністрація заводу запропонувала адміністрації Тернопільської області в оренду шість невикористовуваних у господарській діяльності складських та виробничих приміщень загальною площею 1991 кв. м.
У зв'язку з відсутністю державних замовлень, з 2009 року на підприємстві не проводилося оновлення основних виробничих фондів, зношеність яких на початок квітня 2012 року склала 78 %.
1 лютого 2013 року держава повністю погасила заборгованість заводу (більше 500 тис. гривень).
Навесні 2014 року завод знаходився на грані банкрутства, але в подальшому підприємство було залучене до виконання державного оборонного замовлення для збройних сил України. 8 травня 2014 року заводу виділили 8,22 млн гривень на здійснення ремонту оснащення збройних сил України. 5 червня 2014 року заводу виділили ще 1,05 млн гривень на середній ремонт апаратури засекреченого телеграфного зв'язку («Т-230-1А» й «Т-230-06»).